# NGC 3912
NGC 3912 est une galaxie spirale barrée située dans la constellation du Lion. NGC 3912 a été découverte par l'astronome germano-britannique William Herschel en 1785. Cette galaxie a aussi été observée par l'astronome britannique John Herschel le 26 mars 1827 et elle a été inscrite au catalogue NGC sous la désignation NGC 3899.

## Caractéristiques
La classe de luminosité de NGC 3912 est II et elle présente une large raie HI. Elle renferme également des régions d'hydrogène ionisé.

### Distance
Sa vitesse par rapport au fond diffus cosmologique est de 2 093 ± 21 km/s, ce qui correspond à une distance de Hubble de 30,87 ± 2,18 Mpc (∼101 millions d'al).
À ce jour, six mesures non basées sur le décalage vers le rouge (redshift) donnent une distance de 23,433 ± 4,474 Mpc (∼76,4 millions d'al), ce qui est tout juste à l'extérieur des valeurs de la distance de Hubble. Puisque cette galaxie est relativement rapprochée du Groupe local, il se pourrait que cette valeur soit plus près de la distance réelle de NGC 3912. Notons que c'est avec la valeur moyenne des mesures indépendantes, lorsqu'elles existent, que la base de données NASA/IPAC calcule le diamètre d'une galaxie.

## Groupe de NGC 3900
NGC 3912 fait partie d'un trio de galaxies, le groupe de NGC 3900. L'autre galaxie du trio est UGC 6791.
Selon un article publié en 1993 les galaxies UGC 6786 (NGC 3900) et UCG 6801 (NGC 3912) forment une paire de galaxies. Cette paire de galaxies est aussi notée dans un article d'Abraham Mahtessian.